# NTTデータグループ
株式会社NTTデータグループ（英: NTT DATA Group Corporation）は、東京都江東区豊洲に本社を置く、データ通信やシステム構築を行う大手ユーザー系システムインテグレーター（SIer）。NTTの子会社で、NTTグループ主要8社の一つ。国内事業は子会社の株式会社NTTデータで実施している。
日本最大級のITサービス企業で、世界6位のシェアを持つ。国内外599社の傘下企業を持つ世界有数のIT企業である。日経平均株価およびJPX日経インデックス400の構成銘柄の一つ。
本記事では、持株会社である株式会社NTTデータグループと、事業会社である株式会社NTTデータの両方と取り扱う。

## 企業概要
日本電信電話（現・NTT）のデータ通信事業本部を源流とする。NTTの連結子会社で、NTTグループ主要企業の一つである。東証プライム市場の上場企業であり、NTTとは親子上場である。日本電信電話株式会社等に関する法律（通称：NTT法）は適用されない。
1966年、日本電信電話公社（電電公社）はかねてよりの念願だったデータ通信サービス実施の認可を受け、翌1967年に「電信・電話に次ぐ第三の通信、データ通信」を掲げデータ通信本部を設立した。主に官公庁・金融向けシステムの開発を行い、全国地方銀行協会システム（ACS、1968年稼動開始）や、全国銀行データ通信システム（全銀システム、1973年稼動開始）、気象庁地域気象観測データ通信システム（アメダス、1974年稼動開始）、郵便貯金システム（1978年稼動開始）、社会保険オンラインシステム（SOLS、1980年稼動開始）、共同利用型クレジットオンラインシステム（CAFIS、1984年稼動開始）、都銀キャッシュサービス（BANCS、1984年稼動開始）等といった日本の基盤となるシステムを構築してきた。
1985年、電電公社の民営化に伴いNTTが発足すると、データ通信事業本部へ改組。1988年5月23日にはエヌ・ティ・ティ・データ通信株式会社として分離独立（データ通信事業本部に属する営業を譲り受け、同年7月1日に開業）。
1995年、東証第2部市場に株式上場。翌年には第1部市場に指定替え。1998年創業10周年の節目とコーポレートブランドとして「NTT DATA」が定着していたことから株式会社エヌ・ティ・ティ・データに商号を変更する。
初代ロゴは淡い青地に、左側に2行に分けた「NTT DATA」の文字、右側に10個の楕円を三角形に配したもので、細川光夫によりデザインされた。楕円はコロンブスの卵を意味し、個数は二進法の1と0に掛けている。一番上のやや大きく、少し離れた楕円は人の知恵と未知なる分野への挑戦を表している。2012年にコーポレートロゴデザインを変更し、初代ロゴの文字部分を一行にし、地色と文字色を反転させた現在のものに改められた。
公共分野を始めとする国内市場の成長鈍化に対し、海外ITサービス企業へのM&Aを基本とした成長戦略を軸に据えている。これは、ITサービス事業者として見た場合、国内では富士通、日立製作所に次ぐ第3位の売上高であるものの世界規模では第15位と大きく出遅れていたためである。2012年度には海外売上高3000億円の達成と、海外拠点50カ国への拡充を計画している。
2018年に創立30周年を迎え、新グループビジョン「Trusted Global Innovator」を掲げた。また、3月期決算では連結売上高2兆円を達成。従業員数は連結で約11万8千人、単独で約1万1千人となる。
2018年10月、親会社である日本電信電話株式会社（現・NTT株式会社）から、グローバル戦略持株会社である初代NTT株式会社（通称・NTT, inc）の傘下へ移行。ただし、これまでの経営形態と株式の上場による経営面の独立性・ブランドは維持され、他のNTT, incグループ企業との連携を高めることにした。
2023年7月1日、株式会社NTTデータグループに商号変更のうえで持株会社に移行。国内事業は子会社のNTTデータ、海外事業は子会社のNTT DATA, Inc.（旧NTT, Inc.）で実施する体制となった。

## 沿革
- 1967年（昭和42年） - 日本電信電話公社にデータ通信本部設置。
- 1971年（昭和46年） - 独自仕様のコンピュータ DIPS-1 完成（製作は富士通、日立製作所、日本電気）。
- 1973年（昭和48年） - 全国銀行データ通信システム開発。
- 1974年（昭和49年） - 地域気象観測システム「アメダス」開始。
- 1981年（昭和56年） - 金融ANSERシステム開始。
- 1985年（昭和60年） - 日本電信電話株式会社（現・NTT株式会社）設立、データ通信事業本部に改められる。
- 1988年（昭和63年） - データ通信事業本部をエヌ・ティ・ティ・データ通信株式会社として分社化。
- 1989年（平成元年） - 東京金融先物取引所システム開始。大手町の電気通信科学館を閉館、事業本部を同所に置く。
- 1990年（平成2年） - 特許庁ペーパレスシステム開始。
- 1992年（平成4年） - 本社を豊洲に移転、SCAWデザインシリーズ開発。
- 1993年（平成5年） - デミング賞実施賞を受賞。
- 1994年（平成6年） - 香港支店開設、北京駐在員事務所開設。
- 1995年（平成7年） - 東京証券取引所市場第二部上場。
- 1996年（平成8年） - 東京証券取引所市場第一部上場。
- 1997年（平成9年） - 新世代情報サービス事業本部設置、マレーシア支店開設。
- 1998年（平成10年） - 創立10周年。株式会社エヌ・ティ・ティ・データに商号変更。
- 1999年（平成11年） - COEシステム本部・公共地域ビジネス事業本部・カスタマーサービス事業本部設置。
- 2000年（平成12年） - ビジネス企画開発本部、情報ネットワークビジネス事業本部設置等組織改編。
- 2001年（平成13年） - 「BS7799」国内初取得、COReシステム本部設置、NTT DATA AgileNet LLC 設立。
- 2002年（平成14年） - 情報セキュリティマネジメントシステム (ISMS) 適合性評価制度の認証を取得。
- 2003年（平成15年） - 事業部制廃止、国際事業推進本部を設置。
- 2005年（平成17年） - 取締役会の改革と執行役員制の導入による経営機構改革、ならびに組織機構改革を実施。
- 2006年（平成18年） - 営業力強化の推進を目的に、営業企画室を設置。
- 2008年（平成20年） - 創立20周年。
- 2009年（平成21年） - 公共・金融・法人の3事業部体制から、カンパニー制へ移行。
- 2011年（平成23年） - パブリック&フィナンシャルカンパニー、エンタープライズITサービスカンパニー、ソリューション&テクノロジーカンパニー、グローバルビジネスカンパニーの4カンパニー制へ移行。
- 2014年（平成26年） - バチカン図書館における歴史的手書き文献のデジタルアーカイブ事業に参画。
- 2016年（平成28年） - デル・テクノロジーズよりITサービス部門を買収[10]。
- 2017年（平成29年） - NTTデータグループ全社の開発方法論をグローバルレベルで統合。
- 2018年（平成30年）
  - 創立30周年。新Group Vision「Trusted Global Innovator」を発表。
  - 10月、日本電信電話（現・NTT）が設立したグローバル持株会社・NTT株式会社 (NTT,inc) の傘下に移行。
- 2019年（平成31年） - 株式会社ディー・エヌ・エーから、株式会社ペイジェントの株式を取得[11][12]。株式公開買付けによりネットイヤーグループ株式会社の株式を取得[13]。
- 2020年（令和2年） - 株式会社トレードワルツに出資[14]。
- 2023年（令和5年） - 持株会社に移行して、株式会社NTTデータグループに商号変更（上記）。
- 2025年（令和7年）
  - 親会社のNTTより新CIへの移行（NTTデータグループ、NTTデータ、NTT DATA, Inc.など）[15]を発表。
  - 6月、日本電信電話（現・NTT）が株式公開買付けにより持株比率を81.75%に引き上げ[16][17]。
  - 7月14日、連結子会社であるNTT DC REIT Manager Pte. Ltd.が運用するデータセンター特化型の不動産投資信託であるNTT DC REITがシンガポール証券取引所に上場[18][19]。

## 主なサービス

### 金融・決済関連
- 全国銀行データ通信システム（全銀システム） - 内国為替取引システム。
- 日本銀行金融ネットワークシステム（日銀ネット）。
- 都銀キャッシュサービス（BANCS） - 都市銀行ATM／CDの相互接続ネットワーク。
- 全国地方銀行協会システム（ACS） - 地方銀行ATM／CDの相互接続ネットワーク。
- 統合ATMスイッチングサービス - MICSに採用されている金融機関取り引きシステム。
- 共同利用型クレジットオンラインシステム（CAFIS） - クレジット情報ネットワーク。
- 郵便貯金システム - 世界最大級のシステムと称される郵便貯金ネットワーク。
- NTTデータ地銀共同センター - 汎用パッケージBeSTAによる勘定系システム。メインフレームは日立製作所。
- MEJAR - 汎用パッケージBeSTAによる、横浜銀行・ほくほくフィナンシャルグループおよびNTTデータ地銀共同センター開発チームとの共同開発による勘定系システム。その後七十七銀行が参加、ならびに東日本銀行が参加を予定しており、5行での利用となる。
- BeSTAcloud - フィデアホールディングス向けに開発された勘定系。その後、あおぞら銀行がリプレースし、さらにシステムバンキング九州共同センターの勘定系も稼働させることになった。
- アールワンシステム - 2014年に稼働した、労働金庫向け勘定系。
- JASTEM - 農林中央金庫などとの共同開発による、信連および農業協同組合の信用事業（JAバンク）向け全国統一勘定系。現在は2世代目。細部の運用は都道府県域毎となっている。
- マルチペイメントネットワーク - Pay-easyの項目を参照。
- DCMX - NTTドコモが提供するおサイフケータイのクレジットサービス提供ゲートウェイシステム。
- VALUX - 次世代バンキングサービス。
- システムバンキング九州共同センター - 熊本市に本部を置く同名の事業組合に加盟する第二地方銀行協会加盟行による勘定系システムの運用を手がける。
- MINORI（一部のみ） - みずほ銀行の勘定系システム。NTTデータは全銀システムとの接続部分を担当。

その他各種銀行系子会社を買収。それぞれの銀行向けのアウトソーサーとして業務展開中。‐ NTTデータソフィア、NTTデータNCBなど。

### 公共・官公庁関連
システム開発費に対する対価ではなく、その後のベンダーロックインによるデータ通信設備メンテナンスサービス料で利益を上げるビジネスモデルを採用している。
- ADAMS（アダムス） - 官庁会計事務データ通信システム。
- 気象庁地域気象観測データ通信システム（アメダス） - 日本国内の地域気象観測システム。
- 広域災害救急医療情報システム - 災害発生時の医療機関稼動状況や災害医療情報の情報共有システム。
- 貨物通関情報処理システム（NACCS） - 通関及び輸入の際の物流・関税納付等手続き管理システム。
- 社会保険オンラインシステム  - 全国の年金事務所を結ぶネットワークシステム。
- 労働省システム - 厚生労働省と公共職業安定所、労働基準監督署などを結ぶネットワークシステム。
- 航空路レーダー情報処理システム - 航空管制システム。
- MOTAS - 自動車登録検査業務電子情報処理システム。
- 住民基本台帳ネットワークシステム - 住民基本台帳の基盤システム。NTTデータ他3社との共同受注。
- FairCast - 「子ども安全連絡網」提供サービス。
- e-Tax - 国税電子申告・納税システム。確定申告の電子申請版。

### 法人関連
- 東京証券取引所情報系システム統合基盤 - 同取引所の6つに機能分割されている情報系システムを統合する基盤システム。
- PAT - JRAの在宅勝ち馬投票システム。
- 京都議定書国別登録簿システム - 京都メカニズムに基づいた排出量取引システム。
- エコロジーエクスプレス - 環境情報トータル提供ソリューション。
- クリエイティブヘルス三健人 - 企業の健康保険組合員向けヘルスケア情報提供ソリューション（参考：健康保険法改正）。
- GEOPLATS - 道路交通情報通信システムとの情報連携に対応した地理情報システム。
- VANADIS - オフィスIT基盤トータルソリューション。
- VOISTAGE - CTI/CRMソリューション。
- ICカード・モバイル決済ソリューション - 電子マネー決済、ポイント管理システム。
- 日本語解析エンジン「なずき」 - テキストマイニング、ブログ分析、カテゴリ分類。
- グリーンデータセンター - 環境配慮型データセンターサービス（iDC、ハウジング、IT基盤サービス）。
- BizXaaS - クラウドプラットフォーム（SaaS、PaaS等の提供）・クラウド構築運用サービス。
- Biz∫ - 企業向けアプリケーション、ERPパッケージ。
- まかせいのう - 国内初の性能プロフェッショナルサービス。
- 達人シリーズ - 税務申告ソフト。
- CiRCUS - NTTドコモのメール送受信/配信システムおよびiモードゲートウェイシステム。
- Prexifort-OCR - 帳票OCRソフト（光学文字認識ソフト）。
- cell computing βirth - グリッド・コンピューティングを利用したサービス。2008年終了。

### ブログサービス

#### Doblog（ドブログ）
Doblog（ドブログ）はホットリンクが開発し、NTTデータが提供するブログサービスの一つである。
2003年（平成15年）11月4日、Doblogの実験サービスが開始され、2004年7月15日、2004年9月10日に正式サービスが予定されるも延期、2004年10月5日に正式サービスを開始した。
2005年11月30日から12月1日の間にはトラックバックスパムの問題を解決するためのメンテナンスが行われた。
「Doblog」は、2009年（平成21年）2月8日に発生したハードディスク故障によりデータを損失し、約3か月間の長期間にわたってサービスを停止した。ブログのデータの一部は完全に失われ、復旧することができないという前代未聞の事態となった。その後、NTTデータはブログサービスを再開することなく、「ブログシステムを構築するための技術的知見、およびコミュニティサービスを運用・運営するためのノウハウの蓄積については十分に達成できた」として、2009年（平成21年）4月24日に同サービスからの撤退を発表し、同年5月30日をもって「Doblog」をサービス終了した。
なお、このDoblogのシステムを使ったサービスには『ドットシティ』のブログサービス『ドットブログ』（ドットシティ、2004年6月15日開始、2006年1月11日新システムへと移行）や『B食倶楽部』（メイプル、2004年11月11日開始、2017年12月22日終了）、『三越コミュニティサロン』（三越、2006年1月12日開始、2008年7月31日終了）が存在した。

#### マグネット
マグネットはNTTデータとサンリオとの共同運営によるインターネットコミュニティサイト・ブログサービスサイトである。しかしながら2007年に閉鎖された。

## 人事制度

### 出向と転籍
NTTデータは多数の自社社員を子会社へ出向させている。2009年には、人件費を削減するため出向社員のうち2010人を子会社へ転籍させた。

## 事業所

### 国内拠点

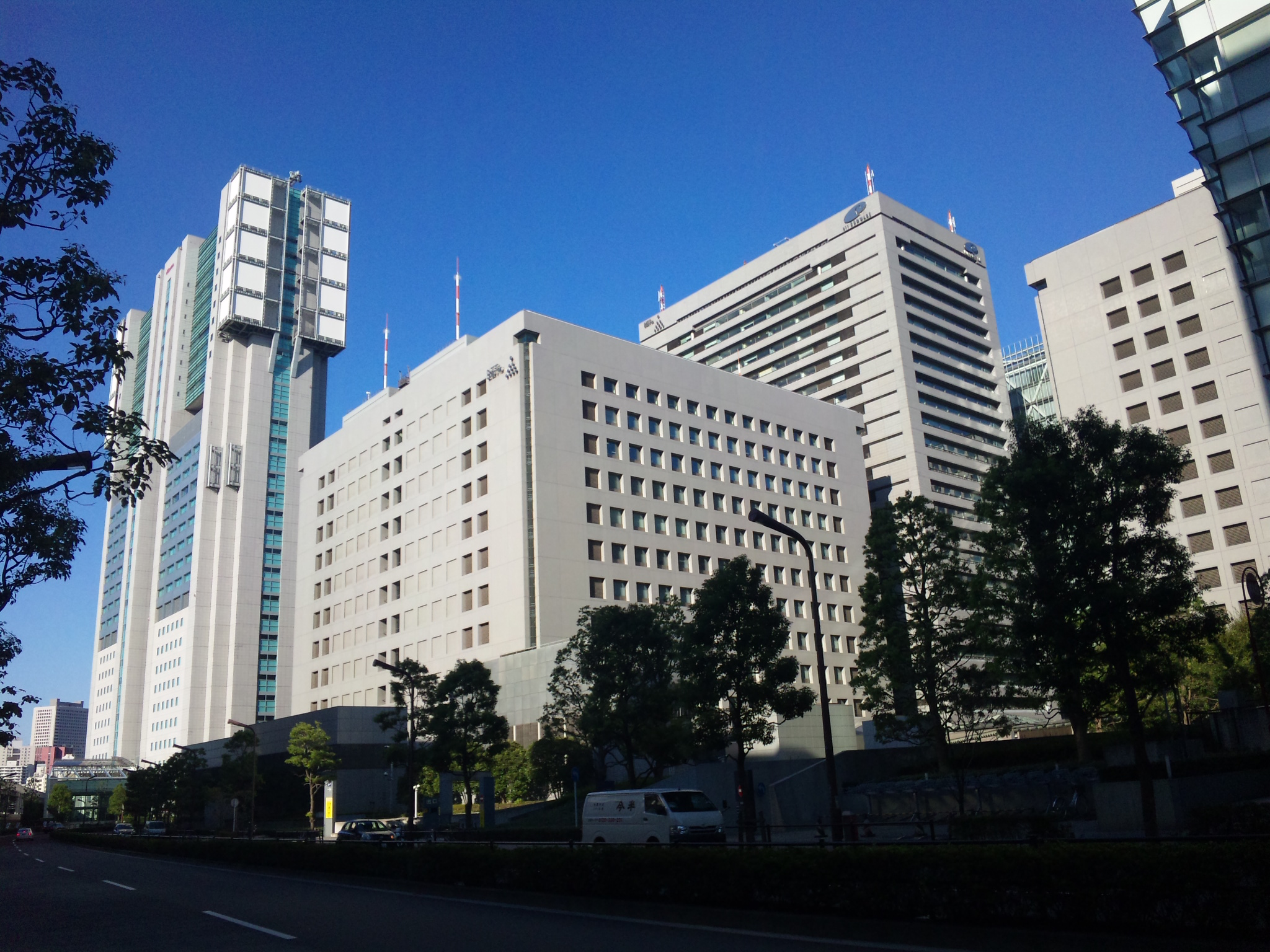
NTT品川TWINS データ棟

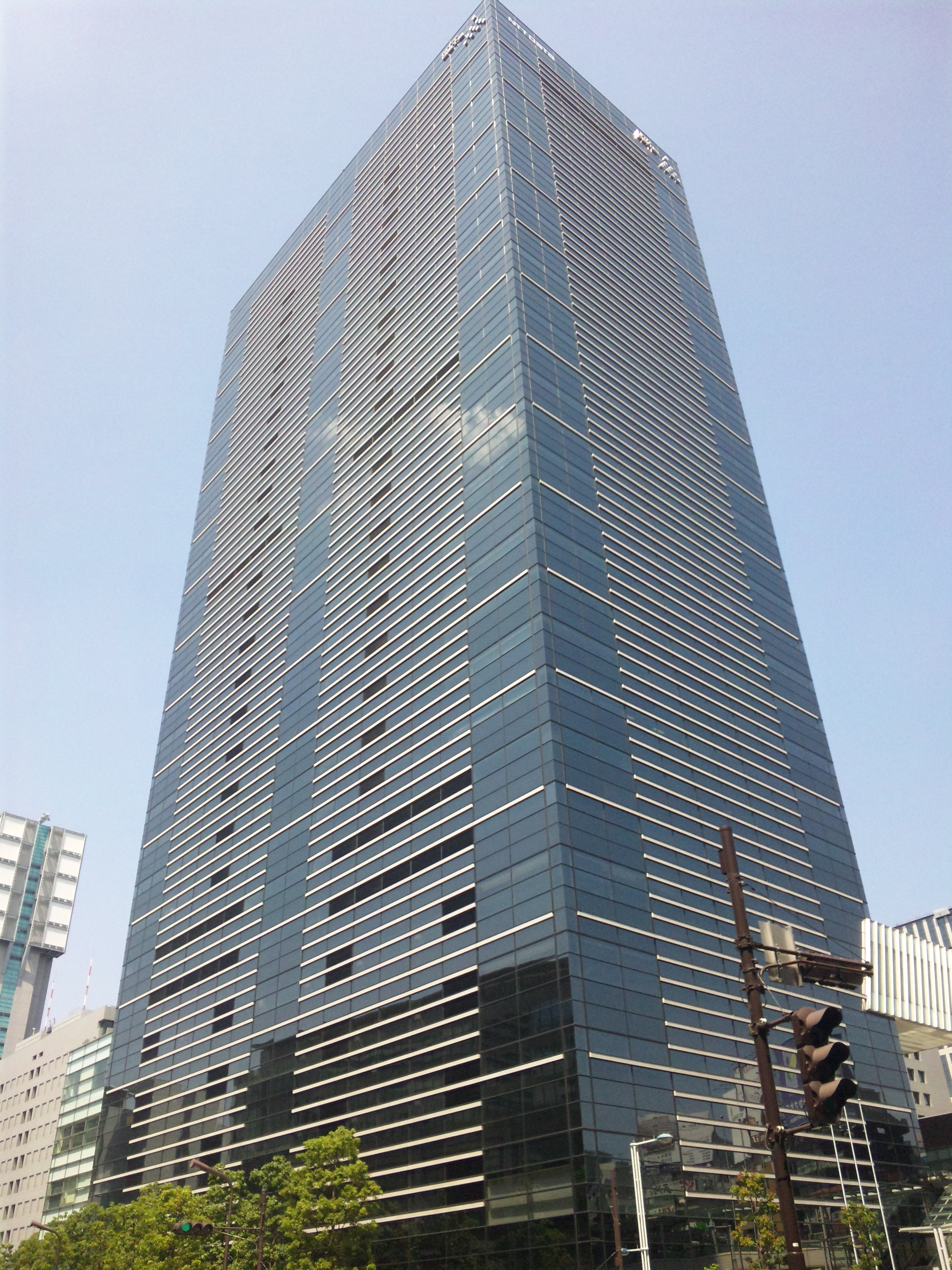
システム開発拠点アレア品川

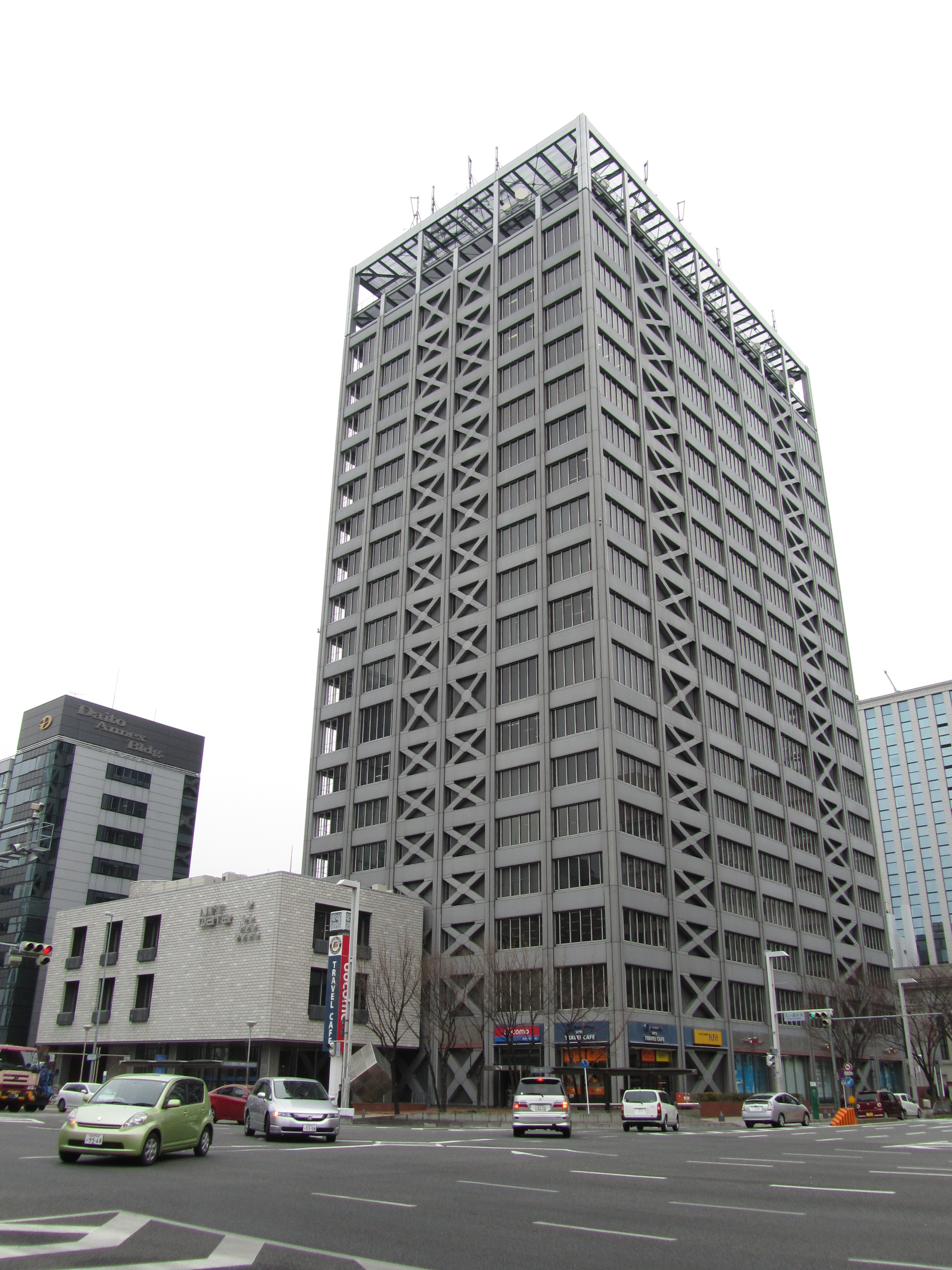
NTTデータ伏見ビル

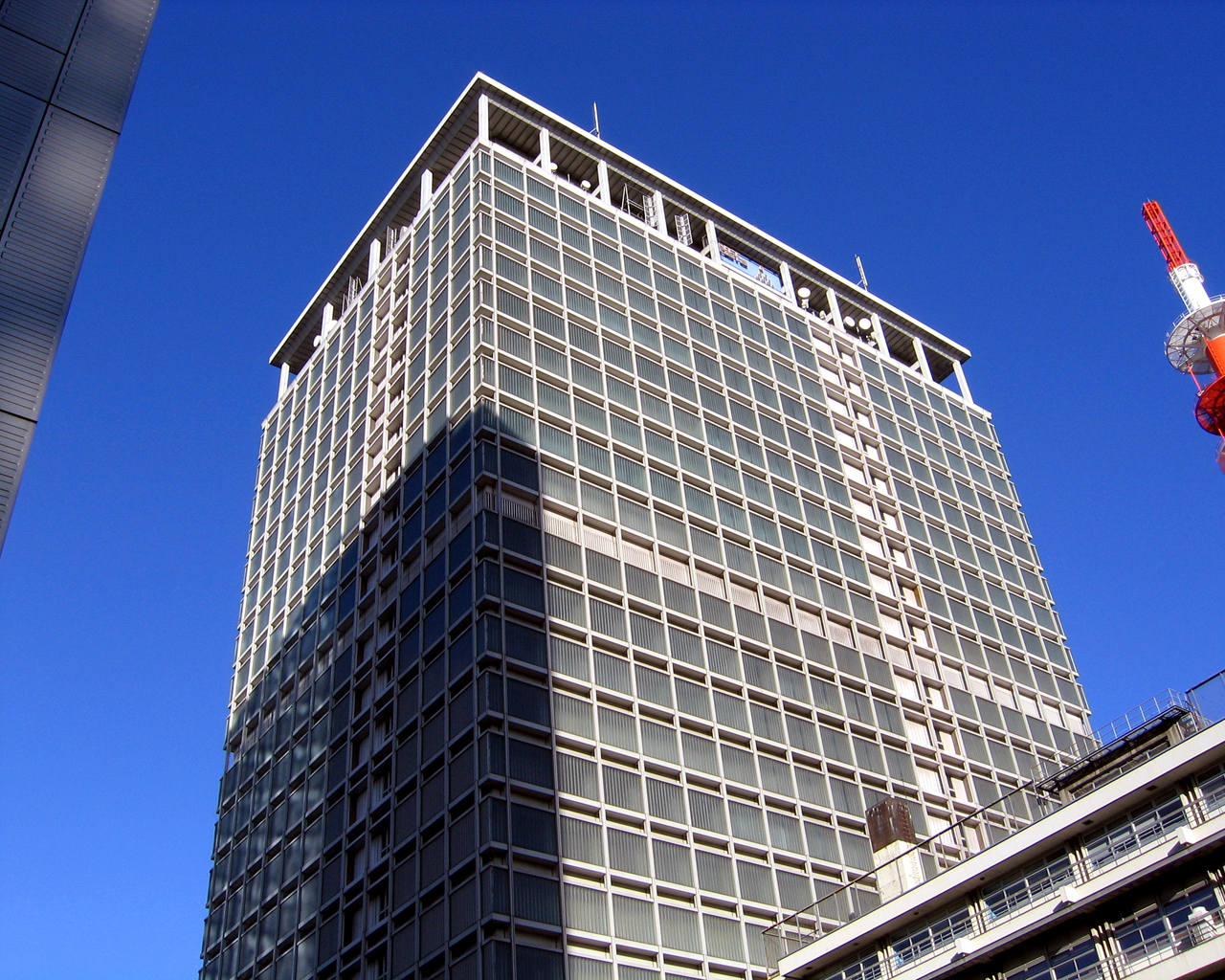
NTTデータ 堂島ビル

現在は地域分社制をとっているため、直轄の拠点は首都圏に限られている。各地域会社の社名は後ろに地域名が付いている。（北海道、東北、信越、東海、北陸、関西、中国、四国及び九州）
| 地域   | 拠点                                                                  |
| ------ | --------------------------------------------------------------------- |
| 豊洲   | 豊洲センタービル、豊洲センタービルアネックス、KR豊洲ビル              |
| 品川   | NTT 品川TWINS データ棟・アネックス、アレア品川ビル                    |
| 大手町 | NTT DATA 大手町ビル                                                   |
| 築地   | NTT DATA 築地ビル                                                     |
| 新川   | 茅場町タワービル                                                      |
| 大森   | NTT DATA 大森山王ビル                                                 |
| 三鷹   | NTT DATA 三鷹ビル                                                     |
| 三田   | NTT DATA 三田ビル                                                     |
| 西葛西 | NTT DATA 葛西テクノビル                                               |
| 竹橋   | パレスサイドビル                                                      |
| 大宮   | 大宮センタービル                                                      |
| 駒場   | 株式会社 エヌ・ティ・ティ・データ・ユニバーシティ（旧: 研修センター） |
| 堂島   | NTT DATA 堂島ビル                                                     |
| 伏見   | NTT DATA 伏見ビル                                                     |
| 葵     | NTT DATA 葵ビル                                                       |
| 比治山 | NTT DATA 比治山ビル                                                   |
| 古河   | NTT DATA 古河ビル                                                     |
| 印西   | NTT DATA 印西ビル                                                     |
| 博多   | NTT DATA 博多駅前ビル                                                 |

他

### 海外拠点
| 地域           | 拠点               |
| -------------- | ------------------ |
| アメリカ合衆国 | ニューヨーク       |
| アメリカ合衆国 | ワシントンD.C.     |
| アメリカ合衆国 | カリフォルニア州   |
| アメリカ合衆国 | ニュージャージー州 |
| イギリス       | ロンドン           |
| 中華人民共和国 | 北京               |
| 中華人民共和国 | 上海               |
| 中華人民共和国 | 無錫               |
| 中華人民共和国 | 重慶               |
| 中華人民共和国 | 杭州               |
| マレーシア     | クアラルンプール   |
| タイ王国       | バンコク           |
| ベトナム       | ハノイ             |

他

## グループ企業
- 2018年（平成30年）3月時点でのグループ会社は303社、関係会社は31社は、公共・社会基盤、金融、法人・ソリューション、北米、EMEA・中南米を5つの主な事業として営んでいる。
- 2023年（令和5年）7月、グループ再編に伴い株式会社NTTデータグループを持株会社として、株式会社NTTデータとNTT DATA, Inc.の3社体制となった。

### 国内事業会社
株式会社NTTデータ - 2023年（令和5年）7月に日本国内事業部門を統括するグループ会社として設立、傘下に国内グループ会社が移管された（一部を除く）。株式会社NTTデータグループ（持株会社）の100%子会社。

#### 株式会社NTTデータ グループ会社
各地域会社（北海道、東北、信越、東海、北陸、関西、中国、四国及び九州）
現在は「NTTデータ北海道」等の会社名であるが、2003年（平成15年）までは「テクシス」という名前を使っていて、「NTTデータ北海道テクシス」等の会社名で営業していた。
コンサル・シンクタンク系
- NTTデータ経営研究所 - 情報通信に関わる調査研究とコンサルティングサービスを事業とする。
- クニエ - NTTデータビジネスコンサルティングとザカティーコンサルティング（旧キャップジェミニ日本法人）の合併会社。海外日系企業向けコンサルティングサービスを主な事業とする。
- JSOL - 旧・日本総研ソリューションズ。株主は日本総合研究所とNTTデータ双方が50%。日本総研の外販向けシステムインテグレーターとしての性格が強い。ERPのコンサルティング・導入が主な事業。
- NTTデータ・グローバルソリューションズ - NTTデータのSAP事業、株式会社NTTデータソルフィスのSAP事業および株式会社クニエのSAP-AMO（Application Management Outsourcing）事業を集約・統合した形で設立[35]。SAP社のERPソリューションを中心としたデジタル化戦略の策定、IT基盤構築・導入・運用が主な事業。

公共系
- NTTデータアイ - NTTデータ公共分野グループ会社4社が統合、そのうちNTTデータクリエイションを存続会社として設立。
- NTTデータ・エム・シー・エス - 松戸市の行政システムの開発・運用を担うシステム開発会社として、 1973年に第三セクター形式で設立。

金融系
- NTTデータフィナンシャルテクノロジー - 2022年設立。中央銀行向け、他金融機関向け、大規模決済ネットワーク、金融系基幹システム、ANSER、COMFRONT等決済サービス開発運用。
- エックスネット - 東京証券取引所第1部上場子会社。機関投資家向けXNETサービス（ポートフォリオマネジメント、勘定仕訳、入出金管理、現物管理等）。
- NTTデータフロンティア - ゆうちょ銀行向け、他金融機関向け、各法人向け、電子記録債権管理ソリューション等。
- NTTデータエービック - 預かり資産業務推進ソリューション。
- ペイジェント - 三菱UFJニコスと共同出資。2019年にDeNAから50%の株式譲渡を受け連結子会社。

法人系
- NTTデータ・ビジネス・システムズ - NTTデータシステムズとNTTデータ・クイックが経営統合（形式上はNTTデータ・クイックを存続会社とする合併）。主に企業向けのビジネスアプリケーションの開発、コンサルティングを実施。
- NTTデータ・イントラマート - 東京証券取引所二部上場子会社。1998年（平成10年）に社内ベンチャーから事業化。webシステム開発、業務アプリケーション製品。
- NTTデータ・イントラマートCSI - 株式会社NTTデータ・イントラマートの100％子会社。PlusOneなどのシステム開発を手掛ける。
- NTTデータビズインテグラル - ERPパッケージ「Biz∫」シリーズのアプリケーション開発と導入、支援業務を実施。株主は、NTTデータ 74.5%、NTTデータ イントラマート 11.1%、NTTデータシステムズ 11.1%、他。
- NTTデータだいち - 特例子会社。ウイングルが設立支援を行った。現在、重度障害者を在宅で雇用しWEB関連事業を展開。
- NTTデータルウィーブ - オリベッティの旧日本法人（日本オリベッティ）の株式を取得し、日本におけるジェトロニクスとの合弁で展開した企業。2021年10月1日にNTTデータジェトロニクスからNTTデータルウィーブへ商号変更。2023年7月にNTTデータ・フィナンシャル・ソリューションズと統合[36]。
- NTTデータNCB - 銀行情報システムの開発、保守、運用に関わる受託業務。

パートナー系
- NTTデータセキスイシステムズ - 積水化学工業システム部が独立、NTTデータに株式の60%の譲渡を受け成立。
- NTTデータCCS - JXホールディングスグループのセントラル・コンピュータ・サービスの株式60%の譲渡を受け、2008年（平成20年）4月1日に子会社化。
- NTTデータMSE - 旧パナソニックMSE。パナソニック モバイルコミュニケーションズより60%の株式の譲渡を受け子会社化。
- NTTデータウェーブ - 旧JT情報システム部門と合併独立。タバコ自動販売機taspoなどを手がける。
- NTTデータSBC - シャープグループのシャープビジネスコンピュータソフトウェアの株式80%の譲渡を受け、2017年（平成29年）に子会社化。
- NTTデータMHIシステムズ - 旧MHI情報システムズ。三菱重工業と共同出資した新会社に事業を吸収分割し、2017年（平成29年）に子会社化。
- NTTデータビジネスブレインズ - 日本板硝子との出資により設立。
- トレードワルツ

その他
- NTTデータ・ウィズ - 業務プロセスをIT活用で変革するビジネスプロセスサービス（BPS）の拡大を目的として、NTTデータマネジメントサービスとNTTデータ・スマートソーシングが統合し、2025年4月1日に設立。
- NTTデータザムテクノロジーズ - 他企業に3Dプリンタ関連のソリューションを提供する。
- NTTデータエンジニアリングシステムズ - 日立造船の情報システム部門が独立、株主が日立造船からNTTデータに変更された。
- NTTデータエマーズ - システム開発運用。
- NTTデータカスタマサービス - データ通信サービス、広域ネットワークサービスの保守運用。
- NTTデータカスタマサービステクノロジ - ITシステムにおけるサーバ・ネットワーク機器などの導入・保守。
- NTTデータSMS - 大規模システムの運営管理業務。
- NTTデータオーロラ - 元独立系ソフトハウス（日本オーロラ）。2006年（平成18年）にNTTデータウェーブ100％子会社。
- NTTデータNJK - 旧社名はエヌジェーケー。元独立系システムインテグレーター。2009年（平成21年）に資本参加。2016年に100％完全子会社化。同社を中核にエヌジェーケーグループ（メディアドライブ株式会社、エヌジェーケーテクノ・システム株式会社）を形成していたが2017年4月に子会社をエヌジェーケーに吸収合併。
- NTTデータ オートモビリジェンス研究所 - 次世代オートモーティブ(CASE)ソリューション開発。
- ネットイヤーグループ - 株式公開買付けにより議決権所有割合ベースで48.52%の株式を取得。実質支配力基準により2019年（平成31年）3月に子会社化。
- 日本電子計算 - 株式公開買付けにより2012年（平成24年）に子会社化。
- JIPテクノサイエンス
- ジェイエスフィット
- ジップインフォブリッジ
- NTTデータ数理システム
- NTTデータチャイナアウトソーシング
- NTTデータユニバーシティ
- NTTデータフォース
- NTTデータスミス
- NTTデータソフィア
- NTTデータビーン
- NTTデータビーンサービス
- NTTデータビリングサービス
- ジャステック
- DACS
- ハレックス
- NTTデータ バリュー・エンジニア（旧リアライズ）

かつてのグループ会社
- NTTデータ・フィナンシャル・ソリューションズ - 市場金融分野におけるITソリューションおよびサービスの提供等。旧株式会社ティージーアイ・フィナンシャル・ソリューションズ。ティージー情報ネットワークから全株式をNTTデータが譲り受け子会社化・社名変更した[37]。2023年7月にNTTデータルウィーブへ統合[38]。
- 三洋ITソリューションズ - 旧・NTTデータ三洋システム。三洋電機のシステム部門が分離独立。NTTデータと三洋電機が50%ずつ株を持ち合っていたが、2010年（平成22年）12月1日に三洋電機が出資比率を90%に引き上げ子会社化。2015年3月31日付けで解散。
- NTTデータ・グローバル・テクノロジー・サービス・ジャパン - Global Gateway（グローバルゲートウェイ）を合言葉に、日本および世界にフレキシブルな技術提供を展開。海外拠点の施設を利用したグローバル人材育成も展開。2018年（平成30年）7月1日にNTTデータ先端技術と統合。
- クリニカルサポート - 治験実施医療機関をサポートする治験施設支援機関。2006年（平成18年）8月より株主がNTTからNTTデータに変更。2024年7月1日よりNTTプレシジョンメディシンのグループ会社に変更。

### 海外事業会社
- NTT DATA, Inc. - 2022年（令和4年）10月にNTT, Inc.を前身として、日本電信電話株式会社（現・NTT株式会社）45％、NTTデータ55％の持ち株比率で共同出資により設立され、傘下にNTT Ltd.とNTTデータの海外グループ会社が移管された。現在は株式会社NTTデータグループの55％で、株式会社NTTデータグループ（持株会社）傘下の子会社。

#### NTT DATA, Inc. グループ会社
- NTT Ltd. - NTTデータグループ再編に伴い、2022年（令和4年）10月に日本電信電話株式会社（現・NTT株式会社）から海外事業会社傘下に移管。
- NTT DATA Services - Dell Systems Corporation等の子会社化及びITサービス関連事業を吸収統合。
- NTT DATA EMEAL - 2021年9月14日に設立された欧州・中東・アフリカ・中南米地域の地域統括会社。
- NTT DATA Business Solutions - SAP ソリューション等、パッケージ提供。
- NTT DATA Asia Pacific - 2012年7月にAPAC地域のグループ会社の統合・再編に伴い設立された地域統括会社。
- 深圳NTTデータイーストネット（中国） - 中国における日系企業向けシステム開発。
- NTT DATA (CHINA) Co., LTD.（中国） - オフショア開発、中国企業向けSI、BPO。

##### NTTデータブランドに吸収されて消滅した海外グループ会社
- Cirquent（ドイツ） - 元BMW傘下の情報システム子会社。製造業向け情報システム。
- Keane（米国） - ITサービス、SAP、Oracle等パッケージ開発。
- RevereGroup（米国） - SI、ITコンサルティング。
- Intelligroup（米国） - AMS、SAP、Oracle等パッケージ開発。
- itelligence（ドイツ） - SAP導入コンサルティング。
- VertexSoftware（インド） - 米国向けオフショアが主力事業。システム、モバイルアプリ開発。

### 株式会社NTTデータグループ その他のグループ会社
- NTTデータ先端技術 - 株式会社NTTデータグループ（持株会社）の100%子会社。先進技術に関わる研究開発、コンサルティングサービスが主な事業。
- NTTデータ・ニューソン - NTTデータ先端技術の100%子会社。先進技術に関わる研究開発、コンサルティングサービスが主な事業。

## 不祥事

### 年金記録問題に関する疑惑
2007年（平成19年）6月、年金記録問題を引き起こした社会保険庁の年金記録管理システムを巡り、年間800億円超の保険料や公費が業務委託先のNTTデータに支払われていた事が国会の答弁により明らかとなった。「あまりにずさんな契約」と非難を浴びた。この報道に対しNTTデータは、マスコミの報道が事実に反するとの公式回答を自社サイトに掲載している。

### 中央官庁からの大量天下り受け入れ
1967年度以来ずさんな契約によって公費や保険料が約1兆4000億円投じられ、そのうちNTTデータは1兆632億円と大半を占める一方、受注先である社会保険庁や厚生労働省から複数の天下りを受け入れていた。1兆円以上の巨額の公費が投入された公共事業で、それに関わる官僚の天下りが発覚するなど、ITゼネコンとしての側面が浮き彫りになった。

### 特許庁汚職
2010年6月、特許庁の基幹システム再構築プロジェクトの入札関連情報を提供する見返りにNTTデータ社員が数百万円分のタクシーチケットを特許庁職員に渡し、NTTデータ側・特許庁側双方に逮捕者を出した。これを受けて経済産業省はNTTデータに対し6か月間の補助金交付等の停止及び契約に係る指名停止措置を実施した。

### 総務省違法接待問題
2020年7月に岩本敏男相談役が、谷脇康彦総務審議官や金杉憲治外務審議官に対し、NTTグループ関連会社のレストランで総額約19万3千円の接待をしたと、2021年3月3日に週刊文春に報じられ、日本電信電話（現・NTT）は「会食を行ったことは事実」とこれを認めた。NTTは総務大臣から事業計画などの認可を受けて経営されており、総務省幹部がNTT側から供応接待を受けることは、国家公務員倫理法に抵触する疑いがある。NTT側からの接待は、3回合計の総額で58万円超、谷脇氏が受けた接待額は計17万円を超える計算になる。また谷脇は総務省に対して、必要な届出を出していなかった。3月1日に衆院予算委で森山浩行議員から「東北新社以外の衛星放送各社、民放やNHK、あるいは通信会社の社長から接待を受けたことはありますか」と問われ、谷脇は「公務員倫理法に違反する接待を受けたということはございません」などと答えてきた。

### 全銀システム障害
2023年10月27日、金融庁は銀行間送金網全国銀行データ通信システム（全銀システム）で発生した障害を巡り、システムを構築するNTTデータに対して報告徴求命令を出した。

### ネットサービス
- Zaimon - 財務情報流通ゲートウェイ
- HOME4U - 総合不動産情報サイト
- IELICO（イエリコ） - マンション査定サイト
- CAFIS BlueGate - インターネットによるクレジットカード決済サービス
- BizXaaS MaP - 住宅地図等、各種地図情報をネットワークで配信するサービス
- Geogate - 自治体の台帳管理をサポートするASPサービス
- GEOPLATS - ネットワーク型GISプラットホーム
- トータルデータ解析サービス「なずき」 - NTTデータのテキストマイニングツール、日本語解析エンジン